# فابری سالدو
فابری سالدو (انگلیسی: Fabri Salcedo; ۲۸ مهٔ ۱۹۱۴ – ۲۵ اوت ۱۹۸۵) بازیکن فوتبال اهل اسپانیا بود.